# Greg Marcks
Greg Marcks (nascido em 12 de agosto de 1976) é um diretor e roteirista norte-americano.

## Início da vida
Marcks cresceu na cidade de Chelmsford, Massachusetts e estudou na Chelmsford High School. Estudou escrita criativa na Universidade Carnegie Mellon em Pittsburgh, Pensilvânia. Passou a receber um M.F.A na direção da Universidade do Estado da Flórida do Conservatório de Cinema em Tallahassee, Flórida, onde escreveu o roteiro e dirigiu Lecter, um curta-metragem, que ganhou vários prêmios em festivais de cinema, incluindo um prêmio para estudante da Academia de Artes e Ciências Cinematográficas.

## Carreira
Marcks escreveu e dirigiu o filme independente aclamado 11:14 estrelado por Hilary Swank, Patrick Swayze, Barbara Hershey, Rachael Leigh Cook, Ben Foster e Colin Hanks.
Seu filme Echelon Conspiracy, um filme de suspense de ação estrelado por Shane West, Edward Burns, Martin Sheen, Jonathan Pryce e Ving Rhames foi lançado nos cinemas dos Estados Unidos no dia 27 de fevereiro de 2009. O filme, embora de ficção, lida com o mundo real sobre a coleta de informações operada com rede de vigilância ECHELON, administrada pela NSA. No entanto, o filme explodiu na bilheteria.
O próximo projeto de Marcks, um filme baseado no romance de Jonathan Lethem, You Don't Love Me Yet, lida com as brincadeiras românticas de colegas de banda que vivem no bairro vizinha de Silver Lake, em Los Angeles, Califórnia.